# Hermenegil do Galeana
Hermenegil do Galeana là một đô thị thuộc bang Puebla, México. Năm 2005, dân số của đô thị này là 7560 người.